# Neboisselater
Neboisselater is een geslacht van kevers uit de familie  
kniptorren (Elateridae).
Het geslacht is voor het eerst wetenschappelijk beschreven in 1996 door Calder.

## Soorten
Het geslacht omvat de volgende soorten:
- Neboisselater aeneolus (Candèze, 1893)
- Neboisselater ambiguus (Candèze, 1882)
- Neboisselater australicus (Candèze, 1900)
- Neboisselater compsorhabdus (Candèze, 1863)
- Neboisselater litura (Candèze, 1882)
- Neboisselater nigrinus (W.J. Macleay, 1872)
- Neboisselater nitidicollis (Elston, 1929)
- Neboisselater rufipennis (W.J. Macleay, 1872)
- Neboisselater victoriae (Schwarz, 1902)
- Neboisselater xanthopterus (Candèze, 1863)